# حسن برسني
الشيخ حسن برسني ((بالصومالية:  Xasan Barsame)‏، (بالإنجليزية: Hassan Barsame)‏) مناضل مشهور، وشيخ عالم من أعلام الطريقة الصالحية الأحمدية الصوفية، شيخ مجاهد مخلص لا يتردد ولا يتراجع، شارك في نشر تعاليم الشريعة الإسلامية والثورة في معظم الأقاليم الجنوبية، وتخرج به جمع كثير من الصوفية الصالحية، ومات في دروب النضال ضد الاستعمار في السجن.

## حياته
ولد حسن نور أحمد المعروف بالشيخ حسن برسني في قرية (Ubaadi-أبادي) 68 كم من مدينة جوهر في إقليم شبيلي الوسطى عام 1852م من عشيرة غالجعل – هوية، ومن أسرة متدينة وذات علم وفروسية.
التحق برسني بمدارس تحفيظ القرآن في قريته وحفظ القرآن وهو ما زال صغيرا، وبدأ في طلب العلم، فسافر إلى بلدة (مريري أو حسن) إحدى قرى مدينة أفجوي، فدرس هناك التفسير والحديث والفقه وعلوم العربية من نحو وصرف وبلاغة.
عاد الشيخ حسن برسني إلى قريته بعد أن اكتسب العلم الشرعي وأخذ ينشر العلم والمعرفة بين سكان تلك المنطقة فصارت له أتباع وأنصار وتلاميذ وجماعة كبيرة.
أسس الشيخ لجماعته مدينة جديدة تسمى (مبارك جليالي-Jilyaale)، فأصبحت المدينة أقوى مركز علمي وثقافي في المنطقة، وبدأ الناس يقصدونها من كل مكان لدراسة العلوم الدينية والعربية والثقافية.

## نضاله
بدأت القوات الحبشية بالهجوم على بعض المناطق الصومالية في الجنوب خاصة حول مدينة جوهر عام 1905م لاسيما مدينته جليالي، ودارت معارك ضارية بين قوات برسني وبين القوات الحبشية ، وانسحب الإثيوبيون إلى مدينة بلدوين وتابعت جماعة برسني في أثرهم.
أما حروبه مع الإيطاليين فكانت طويلة وقوية فحينما استولت إيطاليا على جنوب الصومال أواخر القرن التاسع عشر لم يخضع الشيخ حسن برسني لحكمهم، وحاولت إيطاليا إقناعه بالتهديد تارة وبالإغراء بالمال والمناصب تارة أخرى، ولكن برسني أصر على الرفض لحكمهم.
تمكن الإيطاليون من إلقاء القبض على الشيخ حسن بعد معارك ضارية عام 1924م ووضعوه في سجن في مقديشو، ومنعوا عنه الطعام والشراب كي يتراجع عن مبادئه الثورية فلم يتراجع، ثم نقلوه إلى غرفة صغيرة مسمومة في السجن فمات بها عام 1926م.